# Гордон (река, Тасмания)
Гордон (англ. Gordon River) — река в юго-западной части Тасмании (Австралия). Общая длина реки составляет 186 км — она является четвёртой по длине рекой Тасмании, вслед за реками Саут-Эск (или Южный Эск — South Esk River, 252 км), Деруэнт (Derwent River, 215 км) и Артур (Arthur River, 189 км).
На всём своём протяжении река Гордон расположена в пределах национального парка Франклин — Гордон-Уайлд-Риверс. Этот парк является частью территории, называемой «Дикая природа Тасмании» (англ. Tasmanian Wilderness), являющейся объектом Всемирного наследия ЮНЕСКО.

## География
Река Гордон берёт своё начало от небольшого озера Ричмонд (англ. Lake Richmond), находящегося на Центральной возвышенности (англ. Central Highlands) острова Тасмания, у горы Кинг-Уильям (англ. Mount King William). После этого она течёт на юго-восток, затем на юг, а затем поворачивает на запад и впадает в водохранилище Гордон. Это водохранилище образовалось в результате постройки (в 1974 году) плотины Гордон. По площади (271 км²) водохранилище Гордон является самым большим среди естественных и искусственных водоёмов Тасмании, немного опережая соседнее озеро Педдер, расположенное чуть южнее. Далее река Гордон течёт на северо-запад и впадает в залив Маккуори, который соединён с Индийским океаном.
Площадь естественного бассейна реки Гордон составляет 4974 км², к которым за счёт использования гидротехнических сооружений добавляются 261 км² бассейна верхнего течения реки Хьюон. Основными притоками реки Гордон являются реки Франклин (Franklin River), Серпентайн (Serpentine River), Уэдж (Wedge River), Денисон (Denison River) и Спрент (Sprent River).

## История
Река была впервые исследована в 1816 году Джеймсом Келли (James Kelly), который назвал её в честь своего помощника Джеймса Гордона (James Gordon).
В 1980-х годах на реке Гордон, чуть ниже по течению места впадения в неё реки Франклин, планировалось сооружение плотины Франклин (Franklin Dam), но в результате долгой и упорной борьбы сторонникам охраны окружающей среды удалось предотвратить строительство этой плотины.

## Фотогалерея

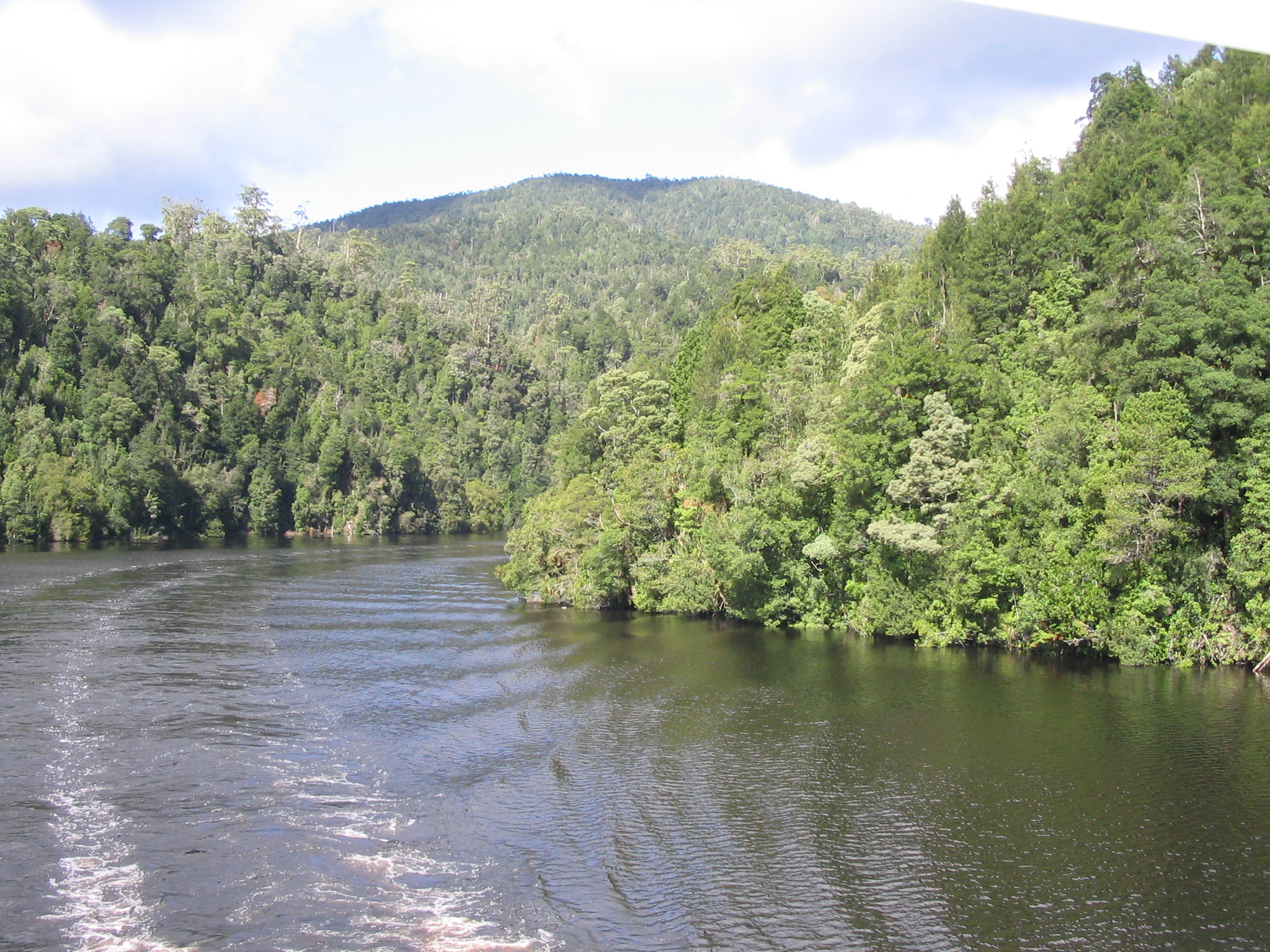
Изгиб в нижнем течении реки Гордон
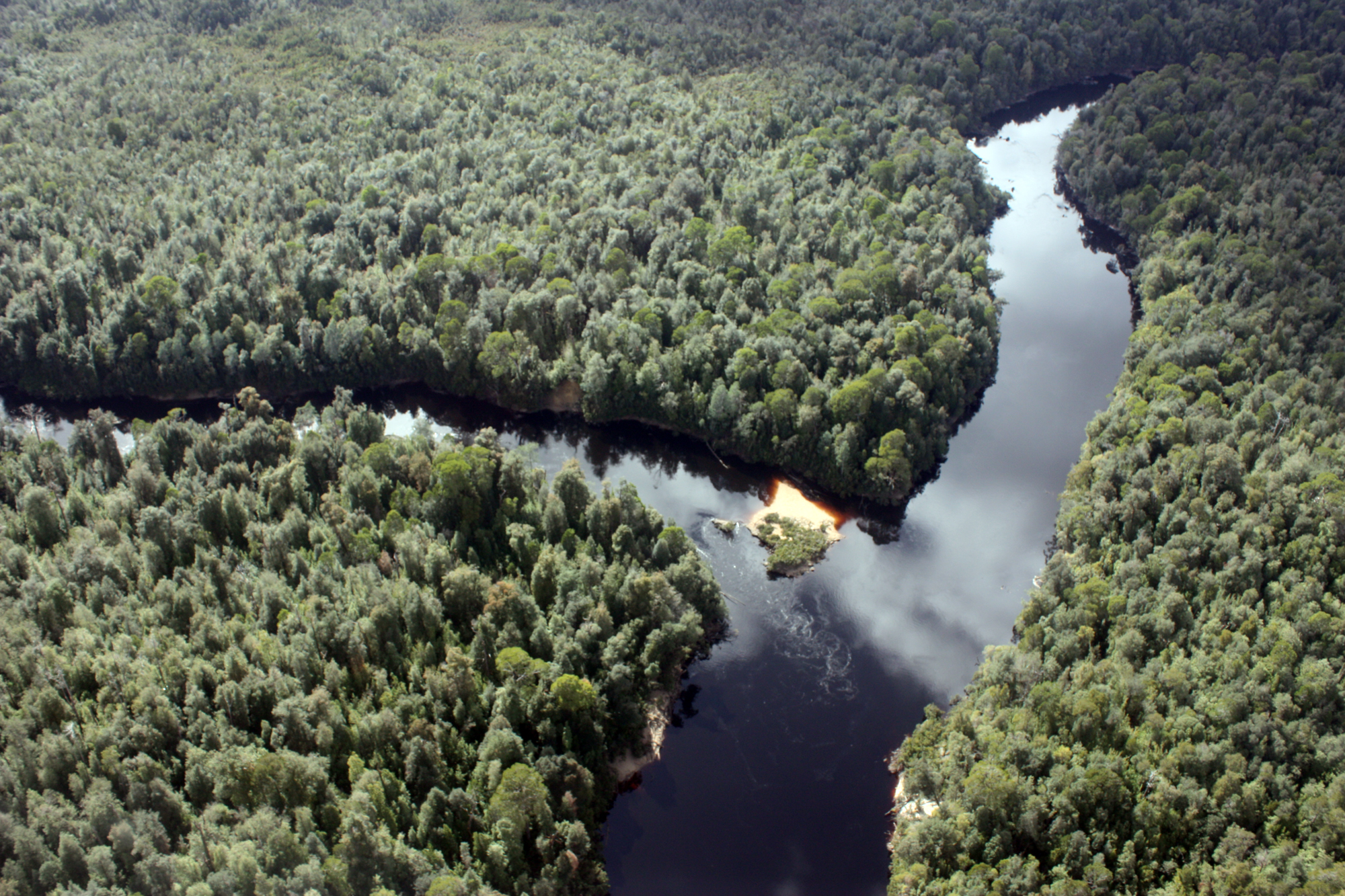
Река Гордон в месте слияния с рекой Франклин
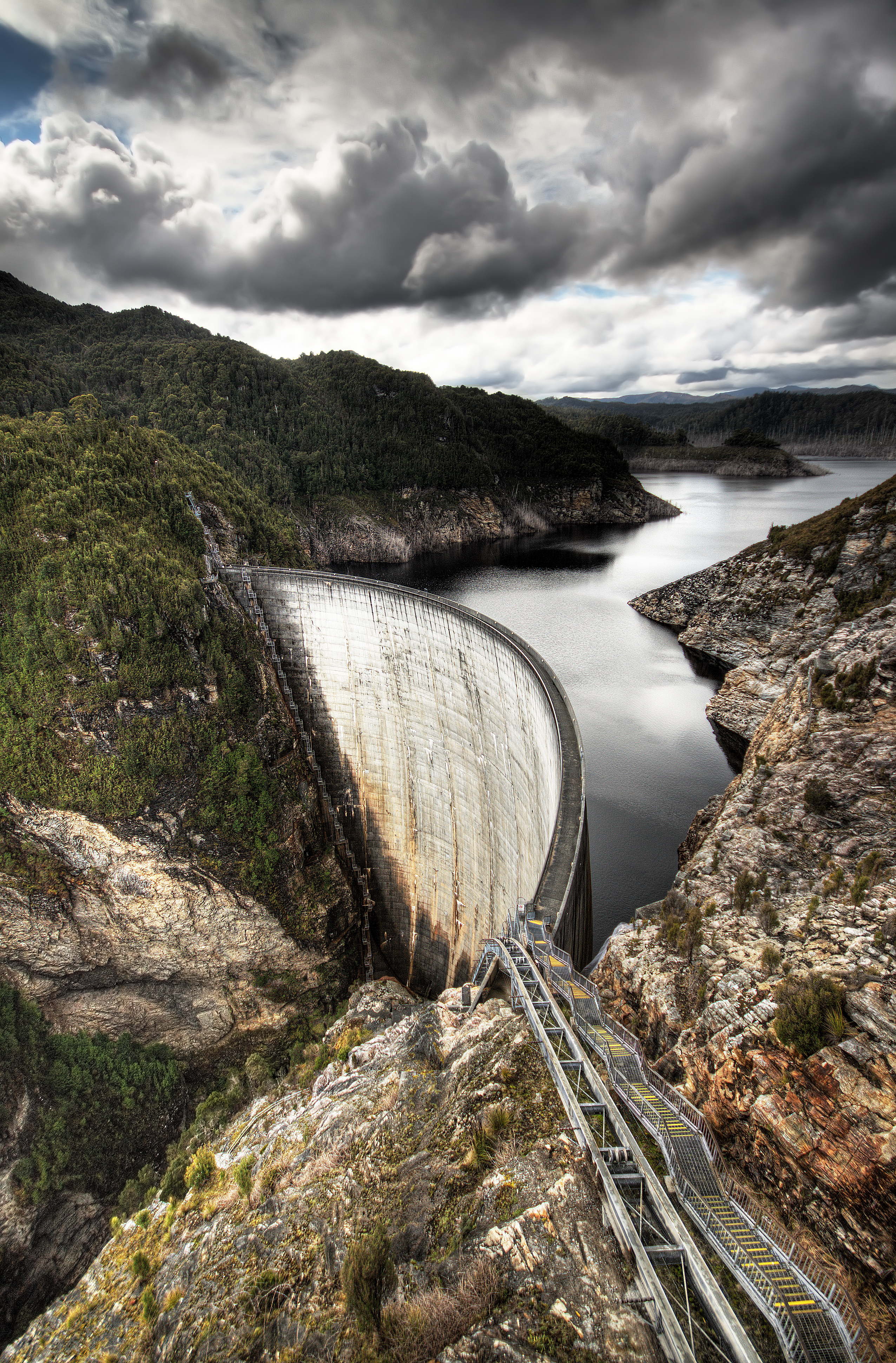
140-метровая плотина Гордон